# دان موبيرو
دان موبيرو (بالإنجليزية: Dan Mubiru)‏ هو لاعب كرة قدم أوغندي في مركز الوسط، ولد في 25 أكتوبر 1976 في أوغندا. شارك مع منتخب أوغندا لكرة القدم. أما مع النوادي، فقد لعب مع ناكيفوبو فيلا.

## وصلات خارجية
- دان موبيرو على موقع قاعدة بيانات كرة القدم.إي يو (الإنجليزية)
- دان موبيرو على موقع ناشيونال فوتبول تيمز (الإنجليزية)